# Aponogeton eggersii
Aponogeton eggersii är en enhjärtbladig växtart som beskrevs av Josef Bogner och H.Bruggen. Aponogeton eggersii ingår i släktet Aponogeton och familjen Aponogetonaceae.
Artens utbredningsområde är Madagaskar. Inga underarter finns listade.